# 羅希奧里鄉 (巴克烏縣)
46°43′34″N 27°05′07″E / 46.7262°N 27.0854°E
羅希奧里鄉（羅馬尼亞語：Comuna Roșiori, Bacău），是羅馬尼亞的鄉份，位於該國東北部，由巴克烏縣負責管轄，面積46平方公里，海拔高度276米，2007年人口2,284，人口密度每平方公里50人。